# Earl Bostic
Eugene Earl Bostic (Tulsa, 25 aprile 1913 – Rochester, 28 ottobre 1965) è stato un sassofonista statunitense jazz e rhythm and blues.

## Biografia
Ha venduto milioni di dischi registrandone oltre 400 per conto della King Records. Dotato di grande velocità e purezza sonora, tra i suoi successi più popolari vengono annoverati Flamingo, Harlem Nocturne, Tentazione, Sleep e Where or When. Le band di Bostic divennero importante terreno di formazione per jazzisti emergenti del periodo, come John Coltrane, Blue Mitchell, Stanley Turrentine, Benny Golson, Jaki Byard, e altri. 
Bostic subì un attacco di cuore alla fine degli anni '50, che lo ha tenuto lontano dalla musica per due anni. Riprese a suonare nel 1959, purtuttavia senza poter registrare in maniera così ampia rispetto agli anni'60. Il 28 ottobre 1965 subì un attacco di cuore fatale durante un'esibizione in un hotel a Rochester (New York).